# SubRip
SubRip és un programari lliure i de codi obert per Windows la funció principal del qual és "ripejar" o extreure els subtítols i els seus temps de sincronització d'un vídeo. És distribuït sota la llicència GPL. SubRip també és el nom d'un format de subtítols creat per aquest programari l'extensió del qual és .srt. Aquest format està molt estès i és suportat per la majoria de reproductors multimèdia que permeten mostrar subtítols.

## Història
El 1999 el programador francès Brain va començar el projecte SubRip. La primera versió va ser SubRip 0.5 beta llançada el 3 de març de 2000. Totes les versions programades per Brain van ser versions beta escrites en el llenguatge de programació Delphi 5. L'última versió va ser SubRip 0.97 beta llançada el 8 de setembre de 2001. Brain va abandonar el desenvolupament i després d'algunes peticions de la comunitat GNU/Linux, va alliberar el codi font sota la llicència GPL.
Després de 7 setmanes de desenvolupament, T.V. Zuggy i Guimli van llançar la seva pròpia versió del programa, SubRip 0.98. Després ai4spam es va unir al desenvolupament. El programador principal, ai4spam, va anunciar a l'octubre de 2006 que deixava el projecte després de l'última versió. L'última versió és la 1.50 beta 4 que va ser llançada el 7 d'octubre de 2006. Durant el desenvolupament el codi font va ser portat a Delphi 7 i després a Delphi 2005.

## Programari SubRip
Usant tècniques OCR, SubRip pot extreure el text i els temps de sincronització d'arxius de vídeo DVDs, per posteriorment, guardar-los en format SubRip (.srt).
Opcionalment també pot guardar els subtítols reconeguts com a mapes de bits per posteriorment superposar-los en un arxiu de vídeo. En la pràctica, utilitzar el programa pot ser complicat, ja que és necessari configurar el Còdec de vídeo adequat i després "ensenyar" al programa a reconèixer els subtítols mitjançant la selecció d'àrees de text, fonts, estils, colors i altres opcions.
Després de configurar-lo correctament SubRip és capaç d'automatitzar el procés i extreure els subtítols per a tot el vídeo.
SubRip usa AviSynth per extreure els frames del vídeo original. Pot "ripejar" els subtítols de vídeos en formats suportats per aquest programa.

### Especificacions
Els arxius SubRip s'anomenen amb l'extensió .srt i contenen text pla amb format. El format d'arxiu SubRip és probablement el més bàsic de tots els formats de subtítols.
L'estructura de cada subtítol és la següent:
Nombre de subtítol (En ordre seqüencial començant en 1 per al primer subtítol)
Temps inicial --> Temps final (En format hores:minuts:segons, mil·lisegons)
Text del subtítol (Pot incloure una o diverses línies separades per un salt de línia)
Línia en blanc (Sol emprar-se CRLF com a salt de línia)
També existeixen formes no oficials d'agregar estils al text dels subtítols:
Negreta: En format <b>text</b> o {{b}}text{{/b}}
Cursiva: En format <i>text</i> o {{i}}text{{/i}}
Subratllat: En format <u>text</u> o {{u}}{{/u}}
Colors: En format <span style="color:nom o clau del color;"></span>

### Exemple d'arxiu SubRip (.srt)
```

1
00: 00: 00,394 -> 00: 00: 03,031
<I> Anteriorment en
<span style="color:#FE00FE;"> "Sons of Anarchy" </span> </i>

2
00: 00: 03,510 -> 00: 00: 05,154
Posa't això. Ajudarà.

3
00: 00: 05,274 -> 00: 00: 07,021
Estic bé sense ell.

4
00: 00: 08,099 -> 00: 00: 12,357
Es va venjar de la persona equivocada.
I ara té el meu fill.

5
00: 00: 12,477 -> 00: 00: 14,127
Sabem que té un passaport fals.

6
00: 00: 14,522 -> 00: 00: 16,207
Ha tornat a Belfast.

```

### Compatibilitat
El format d'arxiu SubRip (.srt) és suportat per la majoria de reproductors multimèdia que permeten mostrar subtítols. Perquè això sigui possible, normalment s'han d'activar els subtítols (o prémer el botó subtítols) en el comandament a distància dels equips reproductors de vídeo, de forma similar a com es fa en els DVDs. Així mateix, l'arxiu de subtítols (.srt) s'ha de dir igual que el que conté el video.
En Windows els reproductors que no suporten la reproducció de subtítols de forma directa, poden usar el filtre VSFilter de DirectX per mostrar subtítols SubRip i altres formats de subtítols.
El format SubRip també se suporta per moltes eines de creació i edició de subtítols
i alguns reproductors multimèdia domèstics.
L'agost de 2008, YouTube va afegir suport per a subtítols en el seu reproductor de vídeos i els productors de continguts poden pujar subtítols en format SubRip.

### Conversió
Existeixen molts programaris per fer la conversió entre diferents formats de subtítols, però a causa de la simplicitat del procés és comú trobar scripts per a tals finalitats. El següent script en Python converteix un subtítol en format SubRip (.srt) al format MicroDVD (.sub):
```
import
 
sys
,
string
,
re

framerate
 
=
 
23.976

if
(
len
(
sys
.
argv
)
<
2
):

 
print
 
'usage: 
%s
 input'
%
(
sys
.
argv
[
0
])

 
sys
.
exit
(
0
)

name
 
=
 
sys
.
argv
[
1
]

if
 
name
[
-
4
:]
 
==
 
'.srt'
:

 
name
 
=
 
name
[:
-
4
]

infile
 
=
 
'
%s
.srt'
%
(
name
)

outfile
 
=
 
'
%s
.sub'
%
(
name
)

fin
 
=
 
open
(
infile
,
'r'
)

fout
 
=
 
open
(
outfile
,
'w'
)

subtitle_count
 
=
 
1

read_mode
 
=
 
0

read_buffer
 
=
 
[]

html_re
 
=
 
re
.
compile
(
r
'<.*?>'
)

for
 
line
 
in
 
fin
:

 
line
 
=
 
line
.
strip
()

 
if
 
(
read_mode
 
==
 
0
)
 
and
 
(
string
.
find
(
line
,
str
(
subtitle_count
))
 
>=
0
):

 
read_mode
 
=
 
1

 
continue

 
if
 
(
read_mode
 
==
 
1
):

 
starttime
 
=
 
60
*
60
*
int
(
line
[:
2
])
 
+
 
60
*
int
(
line
[
3
:
5
])
 
+
 
int
(
line
[
6
:
8
])
 
+
 
int
(
line
[
9
:
12
])
/
1000.0

 
stoptime
 
=
 
60
*
60
*
int
(
line
[
17
:
2
+
17
])
 
+
 
60
*
int
(
line
[
3
+
17
:
5
+
17
])
 
+
 
int
(
line
[
6
+
17
:
8
+
17
])
 
+
 
int
(
line
[
9
+
17
:
12
+
17
])
/
1000.0

 
read_mode
 
=
 
2

 
continue

 
if
 
(
read_mode
 
==
 
2
):

 
if
 
(
line
 
==
 
''
):

 
read_mode
 
=
 
0

 
write_str
 
=
 
'{
%d
}{
%d
}
%s%s
'
%
(
starttime
*
framerate
,
stoptime
*
framerate
,
'|'
.
join
(
read_buffer
),
'
\n
'
)

 
write_str
 
=
 
html_re
.
sub
(
''
,
write_str
)

 
fout
.
write
(
write_str
)

 
read_buffer
 
=
 
[]

 
subtitle_count
 
+=
 
1

 
continue

 
read_buffer
 
+=
 
[
line
]

fin
.
close
()

fout
.
close
()

```